# 보은 법주사 자정국존비
보은 법주사 자정국존비(報恩 法住寺 慈淨國尊碑)는 충청북도 보은군 속리산면 사내리, 법주사 내에 있는 자정국존의 비이다. 1980년 12월 19일 충청북도의 유형문화재 제79호 법주사자정국존비(法住寺慈淨國尊碑)로 지정되었으나, 2013년 1월 18일 현재의 문화재 명칭으로 변경되었다.

## 개요
속리산 법주사 내에 있는 자정국존의 비이다.
자정국존(1240∼1327)은 국령사·장의사·법주사 등 여러 사찰의 주지를 지냈으며, 도승통이 되기도 하였고, 호는 '보명'이다.
비는 길쭉한 직사각형의 모습으로 자연암반을 파내어 비몸을 세운 특이한 형태이다. 비몸 앞면에는 자정국사에 관한 비문을 새겼는데, 아랫부분이 일부 파손되어 있다.
고려 충혜왕 복위 3년(1342)에 세운 것으로, 왕의 명을 받은 이숙기가 비문을 짓고, 전원발이 글씨를 썼다.

## 참고 자료
- 보은 법주사 자정국존비 - 국가유산청 국가유산포털